# Allium xiangchengense
Allium xiangchengense är en amaryllisväxtart som beskrevs av Jie Mei Xu. Allium xiangchengense ingår i släktet lökar, och familjen amaryllisväxter. Inga underarter finns listade i Catalogue of Life.